# Weston (Cheshire)
Weston è un villaggio e una parrocchia civile di 1 855 abitanti nella contea cerimoniale del Cheshire nel Regno Unito. Weston è amministrata congiuntamente alla parrocchia civile di Basford.

## Storia
Il nome del villaggio significa Western Farm ed è posta a ovest rispetto a Barthomley, villaggio che risale ai tempi dei Sassoni. Sebbene Weston non sia menzionato nel Domesday Book del 1086, è probabile che fosse incluso nel villaggio di Basford, che è menzionato dal manoscritto come composto da tre manieri, che erano Basford, Weston e Hough.
Nei secoli Weston è stata prevalentemente una comunità agricola, come la maggior parte del Cheshire, e la rivoluzione industriale e l'avvento della ferrovia nella vicina Crewe determinarono un cambiamento nella vita degli abitanti del villaggio. Il villaggio fece parte del borough di Crewe and Nantwich dal 1974 al 2009, quando divenne parte dell'autorità unitaria del Cheshire East.

## Infrastrutture e trasporti
Weston è servita dalle strade di categoria A numero A500 (nota anche come D road), che attraversa il villaggio da ovest a est, A5020 e A531. Weston non è servita da stazioni ferroviarie, sebbene per il suo territorio transiti la linea ferroviaria che collega Crewe ad Alsager.

## Amministrazione
Il villaggio fa parte del collegio elettorale di Crewe and Nantwich, che elegge un solo deputato alla Camera dei comuni. Il villaggio è amministrato congiuntamente a Basford e il parish council si riunisce mensilmente per discutere le necessità della comunità.